# Хосе Мануель Фернандес Реєс
Хосе Мануель Фернандес Реєс (ісп. José Manuel Fernández Reyes, нар. 18 листопада 1989, Кордова) — іспанський футболіст, захисник клубу «Еркулес».

## Ігрова кар'єра
Народився 18 листопада 1989 року в Кордові. Вихованець футбольної школи місцевого однойменного клубу. У дорослому футболі дебютував 2008 року виступами за «Кордову Б», а з 2010 року почав залучатися до складу головної команди «Кордови», за яку грав на рівні Сегунди протягом двох з половиною сезонів.
На початку 2013 року перейшов до вищолігового «Реал Сарагоса», у складі команди якого до кінця сезону 2012/13 встиг провести 11 ігор на рівні Ла-Ліги. Однак за результатами сезону клуб з Сарагоси втратив місце в елітному дивізіоні, і протягом наступних двох сезонів гравець захищав його кольори на рівні Сегунди.
Згодом протягом 2015–2017 років грав на рівн і того ж другого іспанського дивізіону за «Реал Ов'єдо», після чого повернувся на умовах повноцінного контракту до рідної «Кордови». Грав за неї упродовж двох сезонів у Сегунді, а згодом протягом ще одного сезону виступав у Сегунді Б.
Протягом сезону 2020/21 грав на Кіпрі за АЕК (Ларнака), після чого повернувся на батьківщину, приєднавшись до третьолігового «Еркулеса».